# Physcius triimpressus
Physcius triimpressus là một loài bọ cánh cứng trong họ Mycteridae. Loài này được Pic mô tả khoa học năm 1927.